# Sorchei (Sprache)
Sorkhei ist eine westiranische Sprache und ein Dialektcluster von Semnani. Es wird in der Kleinstadt Sorkheh in der Provinz Semnan im Norden des Iran von etwa 10.000 Menschen gesprochen.
Sie ist auch nah mit Masanderanisch, Persisch und dem ausgestorbenen Parthisch verwandt.

## Unterschiede zu anderen Semnani-Dialekten
| Deutsch | Sorkhei | Lasgerdi | Sangsari | Aftari | Biyabunaki |
| ------- | ------- | -------- | -------- | ------ | ---------- |
| Hund    | esbā    | esbe     | esbe     | espa   | esba       |
| Mädchen | dukkey  | dot      | döt      | dut    | dut        |
| Blud    | xün     |          |          |        | xün        |
| Groß    | masīn   | masīn    | mas/yale | masīn  |            |
| Nase    | ven     | vinī     | xunī     | vinī   | vēnī       |
| Schnee  | vār     | var      | varf     |        | var        |
| Mond    |         |          | mūng     |        | māye       |
| Frau    | žiki    | žaki     | žekeyn   | džek   | džinakā    |